# Гацфельдт
Гацфельдт или Хацфельд (Hatzfeld(t)) — один из знатнейших родов Прусского королевства, начиная с 1741 г. неоднократно возводившийся в княжеское достоинство. 

## Происхождение и история рода
Владельцы замка Хацфельд в верховьях Лана появились на страницах истории в 1138 году. Иоганн фон Гацфельд (1354—1407) женился на наследнице области Вильденбург, которая гарантировала своим владельцам место в коллегии франконских графов. Его потомки правили в Вильденбурге до наполеоновского передела Европы в 1806 году. В 1516 г. Гацфельды также унаследовали местечко Вертер, в 1635 г. стали имперскими графами.
При роспуске Священной Римской империи вильденбургская ветвь была медиатизована. Последний князь Гацфельд-Вильденбург умер в родовом замке Кротторф в 1941 г., не оставив прямых наследников. Его сестра усыновила племянника, графа Денгофа из Фридрихштейна, который благодаря этому стал крупнейшим частным владельцем лесных угодий в Райнланд-Пфальце и принял имя графа Гацфельдт-Вильденбург-Денгоф (Hatzfeldt-Wildenburg-Dönhoff). В замке поселилась его сестра Марион.
Имперский фельдмаршал Мельхиор фон Гацфельдт за годы Тридцатилетней войны значительно прирастил владения другой ветви, в числе прочего овладев Нидерштеттеном (1641) и Трахенбергом в Силезии (1648). С тех пор и до 1945 года Трахенбергский дворец служил резиденцией католической ветви рода. Как и подобает силезским магнатам, Гацфельты выстроили большой дворец на центральной площади Бреслау. В 1900 г. кайзер Вильгельм предоставил главе рода право именоваться герцогом Трахенбергским.

## Видные представители
- Гацфельдт, Мельхиор фон (1593—1658) — имперский фельдмаршал Тридцатилетней войны.
- Гацфельдт, Франц фон[англ.] (1596—1642) — брат предыдущего, князь-епископ Вюрцбургский (с 1631) и Бамбергский (с 1633).
- Гацфельдт, Франц Людвиг фон (1756—1827) — генерал-лейтенант прусской армии, с 1803 г. князь; его племянница Мария-Анна Гацфельд была матерью знаменитого Дантеса.
- Гацфельдт, София фон (1805—1881) — его дочь, немецкая социалистка, соратница и сожительница Фердинанда Лассаля.
- Гацфельдт, Пауль фон (1831—1901) — её сын, немецкий посол в Лондоне.
- Гацфельдт, Элизабет фон (1839—1914), в замужестве княгиня Каролат-Бейтен — племянница Софии, возлюбленная князя Бисмарка.
- Гацфельдт, Герман фон[нем.] (1848—1933), 1-й герцог Трахенберг — брат предыдущей, обер-президент Силезии (1894—1903); женат на графине Наталье Константиновне Бенкендорф.
- Максимилиан-Фридрих-Карл фон Гацфельдт[нем.] (1813—1859) — прусский дипломат, посол во Франции (1849—1859); был женат на французской графине де Кастелян;

## Галерея

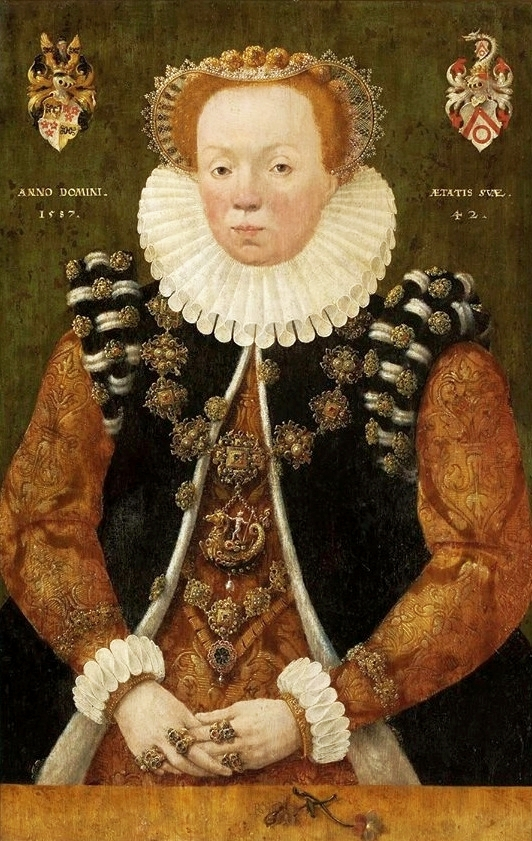
Катарина фон Гацфельд на портрете 1587 года (Национальный музей в Варшаве)
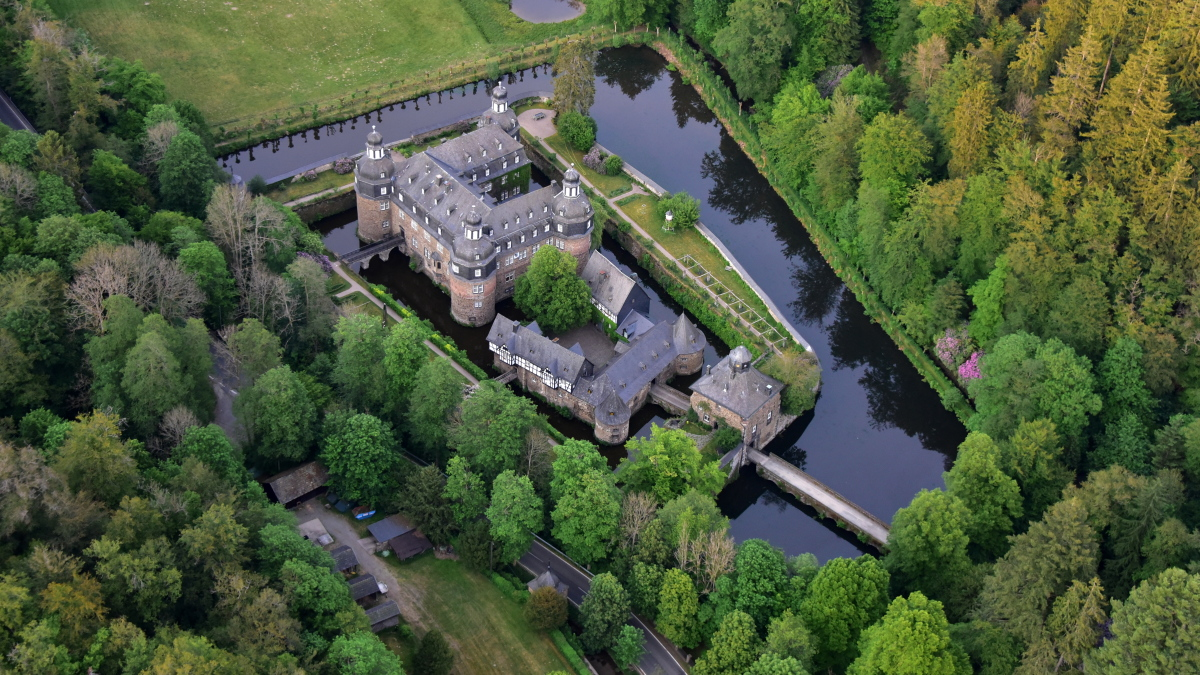
Кротторф: замок на воде, где в 1593 г. родился будущий фельдмаршал
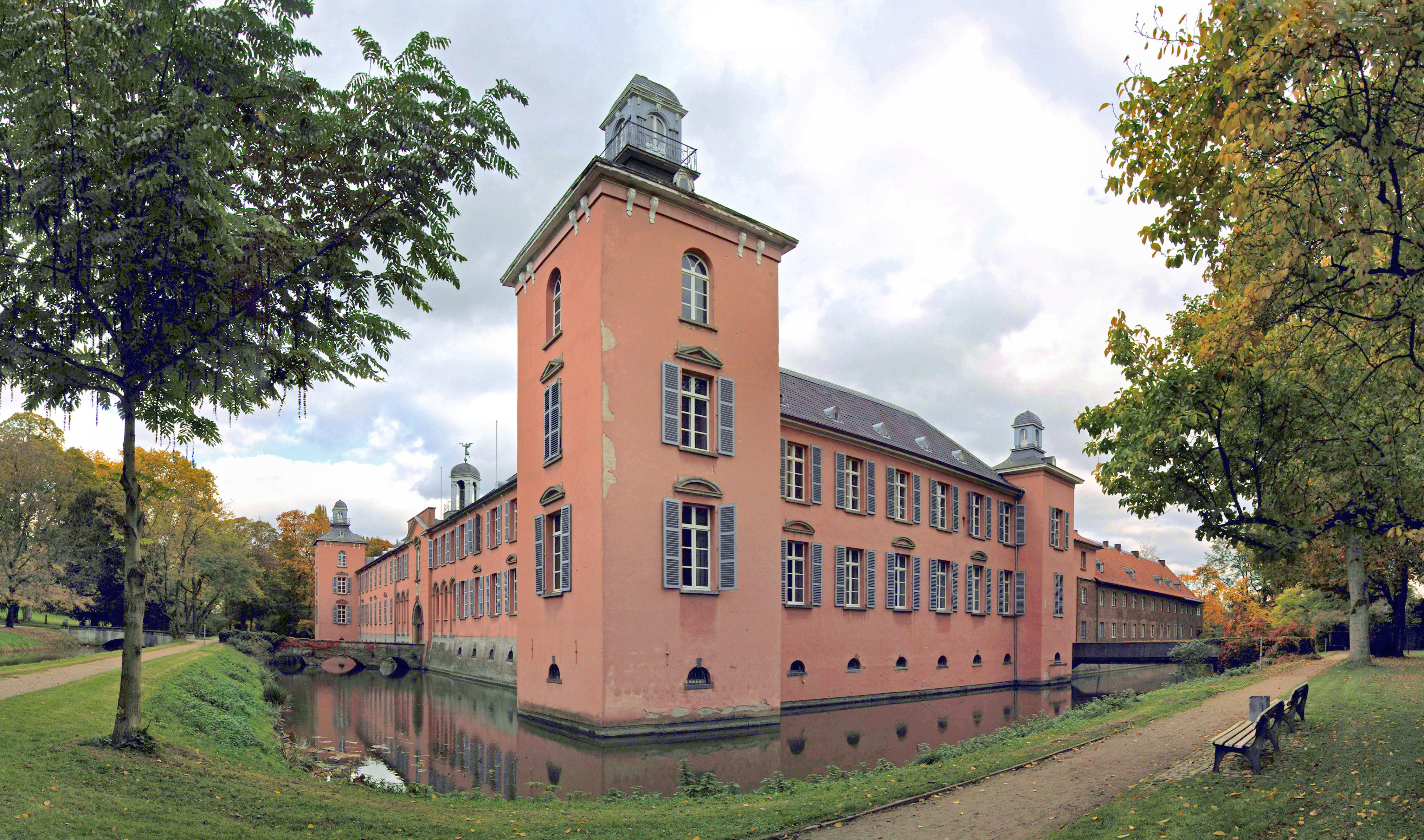
Замок Калькум на территории современного Дюссельдорфа
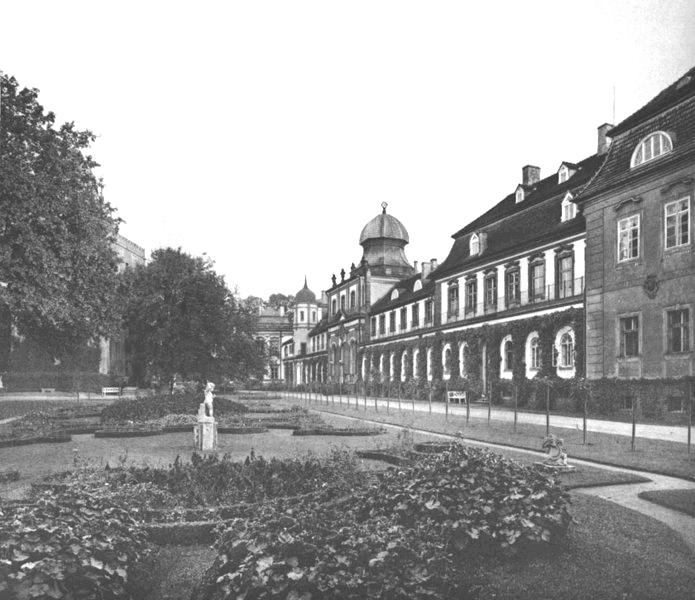
Трахенбергская резиденция
Амалия фон Гацфельд (наместница Расеборга) на портрете 1596 года из замка Скуклостер

## Источник
- Jens Friedhoff: Die Familie von Hatzfeld Архивная копия от 4 марта 2016 на Wayback Machine